# クレオンブロトス1世
クレオンブロトス1世（古希: Κλεόμβροτος、古代ギリシア語ラテン翻字: Cleombrotus I、? - 紀元前371年、在位：紀元前380年 - 紀元前371年）はアギス朝のスパルタ王である。

## 略歴・人物
クレオンブロトス1世はパウサニアスの子であり、先代の王アゲシポリス1世の弟で、次代の王アゲシポリス2世およびそのまた次の王クレオメネス2世の父である。アテナイへの遠征の際の不手際を責められて父王パウサニアスがスパルタから亡命した時アゲシポリス1世とクレオンブロトスは子供であったために、親戚のアリストデモスの後見を受けた。
紀元前380年の兄の死に際し即位したクレオンブロトスは、テバイ人によるテバイ駐屯軍の殺戮を受け、スパルタ・ペロポネソス同盟軍を率いて紀元前379年にテバイ遠征を行った。クレオンブロトスはキタイロン山を通って進み、敵の守備隊150人を血祭りに上げた後、友好国のプラタイアに向かった。次いでテスピアイを経由してキュノスケファライへと向かい、10日ほど留まった後、テスピアイに戻った。そして、同地にスポドリアスを傭兵を雇うための軍資金と同盟軍の三分の一と共に残し、帰国した。紀元前376年に再びクレオンブロトスはテバイに送られたが、国境付近のキタイロンでテバイ・アテナイ連合軍に早々と敗れ、撤退した。
紀元前371年、再度クレオンブロトスはボイオティアに侵攻した。対し、テバイの将エパメイノンダスはケピシス湖近くに着陣してクレオンブロトスを待ったが、フォキスのアンブロッソスへと進軍したクレオンブロトスはエパメイノンダスをやり過ごし、カイレアスの率いるテバイ軍を破り、クレウシスを占領して同地のテバイの三段櫂船12隻を奪い、続いてレウクトラに向った。レウクトラの戦いでクレオンブロトスはエパメイノンダス率いるボイオティア同盟軍と戦い、敗死した。クレオンブロトスは、紀元前480年のテルモピュライの戦いで戦死したレオニダス1世に次いで二人目の戦場で倒れたスパルタ王となった。この敗北により、スパルタはギリシアにおいての覇権を失った。

## 註
1. ↑  パウサニアス, I. 13. 4
2. ↑  ibid, III. 5. 7
3. ↑  クセノポン, V. 4. 14-18
4. ↑  ibid, V. 4. 59
5. ↑  パウサニアス, IX. 13. 3
6. ↑  クセノポン, VI. 4. 2-4
7. ↑  パウサニアス, IX, 13, 10
8. ↑  クセノポン, VI. 4. 8-14